# Campeonato de Primera Fuerza 1939/40
In 1939/40 werd het zeventiende seizoen gespeeld van het Campeonato de Primera Fuerza, de hoogste amateurklasse van het Mexicaanse voetbal. España werd kampioen.

## Eindstand
| Plaatsa | Club        | Wed. | W  | G | V | Saldo | Ptn. |
| ------- | ----------- | ---- | -- | - | - | ----- | ---- |
| 1.      | Club España | 15   | 10 | 2 | 3 | 46:31 | 22   |
| 2.      | Necaxa      | 15   | 8  | 1 | 6 | 32:28 | 17   |
| 3.      | Atlante     | 15   | 7  | 2 | 6 | 34:37 | 16   |
| 4.      | América     | 14   | 4  | 4 | 6 | 33:33 | 12   |
| 5.      | Asturias    | 14   | 5  | 2 | 7 | 29:29 | 12   |
| 6.      | Marte       | 15   | 2  | 5 | 8 | 25:41 | 9    |

|  | Kampioen |

### Kampioen
| Campeonato de Primera Fuerza 1939/40 |
| Mexico                               |
| ------------------------------------ |
| CLUB ESPAÑA Kampioen (13° titel)     |

## Topschutters
| Speler          | Speler          | Goals | Club       |
| --------------- | --------------- | ----- | ---------- |
| Vlag van Mexico | Alberco Mendoza | 15    | CF Atlante |